# Misraq Shewa
La zone Misraq Shewa ou Est Shewa (ou Est Choa) est l'une des zones de la région Oromia en Éthiopie.
Adama est la métropole et le centre administratif de la zone, sans toutefois en faire partie car son statut de woreda spécial en fait une enclave administrative autonome.

## Situation
La zone est desservie par l'autoroute Addis Abeba-Adama, par la route A1 Addis Abeba-Adama-Awash, par la route A7 Mojo-Shashamané-Arba Minch et par les gares ferroviaires de Bishoftu, Mojo, Adama, Welenchiti et Metehara sur la ligne d'Addis-Abeba à Djibouti[réf. souhaitée].
En attendant la construction de l'aéroport d'Addis-Abeba Bishoftu, le seul aéroport de la zone est l'aéroport militaire de Harar Meda (en) à Bishoftu,  l'aéroport civil le plus proche se trouvant à Addis-Abeba.

## Woredas
La zone Misraq Shewa se compose de 13 woredas en 2007, et également en 2015.
Le woreda Akaki quitte la zone Misraq Shewa à la fin des années 2010[réf. souhaitée] pour intégrer la zone Oromia-Finfinnee autour d'Addis-Abeba.
Après ce départ, la zone Misraq Shewa a douze woredas :
- Ada'a, autour de la ville-woreda Bishoftu ;
- Adama Zuria, autour du woreda spécial Adama ;
- Adami Tullu et Jido Kombolcha, autour de la ville-woreda Ziway ;
- Bishoftu, ville-woreda appelée Bishoftu en oromo et Debre Zeit en amharique ;
- Bora ;
- Boset ;
- Dugda ;
- Fentale ;
- Gimbichu ;
- Liben ou Liben Chukala[4] ;
- Lome ;
- Ziway ou Batu, ville-woreda, au bord du lac Ziway.

De plus, les villes de Metehara et Mojo se détachent des woredas Fentale et Lome, accèdant elles-mêmes au statut de woreda, sans doute au début des années 2020[réf. souhaitée].

## Population
D'après le recensement national de 2007 réalisé par l'Agence centrale de la statistique (Éthiopie), la zone compte 1 356 342 habitants et 75 % de la population est rurale,.
La majorité des habitants (69 %) sont orthodoxes, 16 % sont musulmans, 8 % sont protestants et 5 % sont de religions traditionnelles.
Le woreda spécial Adama, qui a 220 212 habitants en 2007, n'est pas compté dans les statistiques de la zone.
Après Bishoftu qui compte 99 928 habitants au recensement de 2007, les agglomérations les plus importantes de la zone sont Ziway (43 660 habitants), Meki (36 252 habitants) et Mojo (29 547 habitants), suivies par Welenchiti, Wenji Gefersa, Alem Tena et Haro Adi qui dépassent 11 000 habitants chacune.
| Woreda                        | Population 2007, | Agglomérations,                                               |
| ----------------------------- | ---------------- | ------------------------------------------------------------- |
| Ada'a                         | 130 321          | -                                                             |
| Adama Zuria                   | 155 349          | Wenji Gefersa, Wonji Shewa Alemtena, Awash Melkasa, Sire Robe |
| Adami Tullu et Jido Kombolcha | 141 405          | Adami Tullu, Bulbula, Abosa, Jido                             |
| Akaki                         | 77 836           | Dukem                                                         |
| Bishoftu                      | 99 928           | Bishoftu                                                      |
| Bora                          | 58 748           | Alem Tena                                                     |
| Boset                         | 142 112          | Welenchiti, Doni, Bole, Bofa                                  |
| Dugda                         | 144 910          | Meki                                                          |
| Fentale                       | 81 740           | Haro Adi, Metehara                                            |
| Gimbichu                      | 86 902           | Chefe Donsa                                                   |
| Liben                         | 76 351           | Adulala                                                       |
| Lome                          | 117 080          | Mojo, Qoqa, Ejersa, Ejere                                     |
| Ziway                         | 43 660           | Ziway                                                         |

En 2022, la population de la zone est estimée à 2 126 152 personnes avec une densité de population de 254 personnes par km2 et 8 371 km2 de superficie.